# Diecezja Ningbo
Diecezja Ningbo (łac. Dioecesis Nimpuovensis, chiń. 天主教宁波教区) – rzymskokatolicka diecezja ze stolicą w Ningbo w prowincji Zhejiang, w Chińskiej Republice Ludowej. Biskupstwo jest sufraganią archidiecezji Hangzhou.
Obejmuje miasto Ningbo i prefektury Shaoxing i Zhoushan w północno-wschodniej części prowincji Zhejiang.

## Historia
W 1687 papież bł. Innocenty XI erygował wikariat apostolski Zhejiangu i Jiangxi. Dotychczas wierni z tych terenów należeli do wikariatu apostolskiego Fujianu (obecnie archidiecezja Fuzhou). W 1696 odłączono wikariat apostolski Jiangxi (obecnie archidiecezja Nanchang). Tym samym omawiana jednostka zmieniła nazwę na wikariat apostolski Zhejiangu. W latach 1838 – 1846 oba wikariaty ponownie były złączone pod poprzednią nazwą.
10 maja 1910 powstał wikariat apostolski Zachodniego Zhejiangu (obecnie archidiecezja Hangzhou) a omawiana jednostka zmieniła nazwę na wikariat apostolski Wschodniego Zhejiangu. Kolejna zmiana nazwy nastąpiła 3 grudnia 1924 na wikariat apostolski Ningbo. Utracił on część terytorium na rzecz nowo powstałych wikariatu apostolskiego Taizhou (w 1926; obecnie diecezja Taizhou) i prefektury apostolskiej Chuzhou (w 1931; obecnie diecezja Lishui).
W wyniku reorganizacji chińskich struktur kościelnych dokonanej przez papieża Piusa XII 11 kwietnia 1946 wikariat apostolski Ningbo podniesiono do godności diecezji. W 1949 odłączyła się jeszcze od niego diecezja Yongjia.
Z 1950 pochodzą ostatnie pełne, oficjalne kościelne statystyki. Diecezja Ningbo liczyła wtedy:
- 17497 wiernych (0,3% społeczeństwa)
- 54 księży (25 diecezjalnych i 29 zakonnych)
- 101 sióstr zakonnych i 29 zakonników
- 10 parafii.

Od zwycięstwa komunistów w chińskiej wojnie domowej w 1949 diecezja, podobnie jak cały prześladowany Kościół katolicki w Chinach, nie może normalnie działać. Bp Defebvre został wydalony z kraju. Aktywność religijna zamarła w czasie rewolucji kulturalnej. Kościół w Ningbo został ponownie otwarty przez władze w 1979. W 1985 9000 katolików było obsługiwanych tylko przez 4 starszych kapłanów.
W 2000 odbyły się dwie sakry biskupie: ordynariusza Michaela He Jinmina i koadiutora Matthew Hu Xiande. Były one zatwierdzone zarówno przez Stolice Apostolską jak i rząd w Pekinie. W 2009 diecezja liczyła 24 młodych księży i 26 sióstr zakonnych sprawujących posługę dla 25000 wiernych w 88 kościołach.

## Ordynariusze

### Wikariusze apostolscy
wszyscy wikariusze apostolscy byli Francuzami
- François-Alexis Rameaux CM (1838 – 1845)
- Bernard-Vincent Laribe CM (1845 – 1846) następnie mianowany wikariuszem apostolskim Jiangxi
- Pierre Lavaissière CM (1846 – 1849)
- François-Xavier Danicourt CM (1850 – 1854) następnie mianowany wikariuszem apostolskim Jiangxi
- Louis-Gabriel Delaplace CM (1854 – 1870) następnie mianowany wikariuszem apostolskim Północnego Zhili
- Edmond-François Guierry CM (1870 – 1883)
- Paul-Marie Reynaud CM (1884 – 1926)
- André-Jean-François Defebvre CM (1926 – 1946)

### Biskupi
- André-Jean-François Defebvre CM (1946 – 1967) w latach 1950 – 1951 także administrator apostolski diecezji Yongjia; de facto wydalony z Chin po zwycięstwie rewolucji komunistycznej nie miał realnej władzy w diecezji
- sede vacante (być może urząd sprawował biskup(i) Kościoła podziemnego) (1967 – 2000)
  - Michael He Jinmin (1985 – 2000) administrator apostolski[1]
- Michael He Jinmin (2000 – 2004)
- Matthew Hu Xiande (2004 – 2017)
- sede vacante (2017 – nadal)

### Antybiskup
Ordynariusz mianowani przez Patriotyczne Stowarzyszenie Katolików Chińskich nieposiadający mandatu papieskiego:
- Shu Qishui (1960 – 1983).